# Мамонтовское нефтяное месторождение
Мамонтовское — крупное нефтяное месторождение в России.
Расположено в Ханты-Мансийском автономном округе, рядом с городом Пыть-Ях. Открыто в 1965 году. Освоение началось в 1970 году.
Запасы нефти 1,4 млрд тонн. Залежи на глубине 1,9-2,5 км. Начальный дебит скважин до 150 т/сут. Плотность нефти 0,87-0,89 г/см³.
Месторождение относится к Западно-Сибирской провинции.
Оператором месторождения является российская нефтяная компания РН-Юганскнефтегаз.
Добыча нефти на месторождении в 2007 году составила 7,1 млн тонн.